# Pride 25
Pride 25: Body Blow foi um evento de artes marciais mistas promovido pelo Pride Fighting Championships. Aconteceu na Yokohama Arena em Yokohama, Japão em 16 de março de 2003.

## Ligações Externas
- Site Oficial do Pride
- Sherdog.com